# Osina (Łódź)
Pour les articles homonymes, voir Osina.
Osina (prononciation [ɔˈɕina]) est un village de la gmina de Kluki, du powiat de Bełchatów, dans la voïvodie de Łódź, situé dans le centre de la Pologne.
Il se situe à environ 4 kilomètres à l'ouest de Kluki (siège de la gmina), 13 kilomètres à l'ouest de Bełchatów (siège du powiat) et 52 kilomètres au sud de Łódź (capitale de la voïvodie).
Sa population s'élève à 316 habitants.

## Administration
De 1975 à 1998, le village était attaché administrativement à l'ancienne voïvodie de Piotrków.

Depuis 1999, il fait partie de la nouvelle voïvodie de Łódź.